# Helianthus salicifolius
Espèce
Synonymes
- Helianthus  filiformis Small[2]
- Helianthus filiformis Small[3] [4]
- Helianthus orgyalis DC.[3] [4]

Statut de conservation UICN

 LC  : Préoccupation mineure
Helianthus salicifolius est une espèce vivace de plante à fleurs de la famille des Astéracées.
Cette espèce est originaire des prairies calcaires du centre des États-Unis, principalement des Grandes Plaines et des monts Ozarks, soit les états du Missouri, du Kansas, de l'Oklahoma et du Texas. Quelques populations existent dans le nord-est et le Midwest du pays, mais il est argué que celles-ci sont dues à des cultures.
Helianthus salicifolius peut atteindre 2,5 m de haut et possède des feuilles longues mais étroites, atteignant jusque 21 cm de long mais rarement plus de 1,2 cm de large. Une plante produit généralement 6 à 15 têtes florales, chacune contenant 10 à 20 fleurons jaunes entourant 50 fleurons rouges ou plus, mais peut également se propager au moyen de rhizomes souterrains.